# Holger Smit
Holger Smit (* 1956) ist ein ehemaliger deutscher Basketballspieler.

## Leben
Smit stieg 1985 mit dem Oldenburger TB von der 2. Basketball-Bundesliga in die Basketball-Bundesliga auf, verpasste mit dem OTB aber im Spieljahr 1985/86 den Klassenverbleib in der höchsten deutschen Liga. 1987 gelang die Bundesliga-Rückkehr, erneut blieb es für Smit und seine Oldenburger ein einjähriges Gastspiel, da am Ende der Saison 1987/88 erneut der Abstieg aus der Bundesliga stand. Smit spielte bis 1991 insgesamt 18 Jahre lang für den OTB und wirkte in 697 Partien mit. Im Altherrenbereich wurde Smit unter anderem Weltmeister in der Wettkampfklasse Ü55.
Smits Tochter Nadine wurde Handball-Bundesligaspielerin, Sohn Kevin schaffte den Sprung in den Profibasketball.